# Tutti-Frutti: O Musical
Tutti-Frutti é um musical brasileiro escrito por Marcelo Lino e Marcello Caridade, dirigido por Marcello Caridade, sob as músicas criadas por Marco Rodrigo, Felipe D'Ippolito e Léo Gil. Originalmente montado em 2000, o elenco contou com Paulo Vilhena, Karina Dohme, Bruna Thedy, Fernanda Paes Leme, Douglas Aguillar, Wagner Santisteban, Marie Lanna, Camila dos Anjos, José Trassi e Flávio Trivela.

## Sinopse
Tutti-Frutti se passa na década de 1960 durante o auge do rock and roll, onde um grupo de dez jovens no último ano de colégio começam a encarar os desafios de crescer. Política e virgindade se tornam pontos importantes a serem vivenciados por eles na fase de transição da adolescência para a fase adulta.

## Produção

### Montagem original
Escrito por Marcelo Lino e Marcello Caridade; dirigido por Marcello Caridade, o musical teve sua primeira montagem realizada em 2000, com o elenco formado basicamente por atores do seriado Sandy & Junior – Paulo Vilhena, Karina Dohme, Bruna Thedy, Fernanda Paes Leme, Douglas Aguillar, Wagner Santisteban, Marie Lanna, Camila dos Anjos e José Trassi –, com exceção de Flávio Trivela. A ideia original era que o personagem Rômulo fosse interpretado por Igor Cotrim, também do seriado, porém como o ator tinha outros compromissos na época foi substituído por Trivela. Durante alguns meses o elenco passou por uma preparação vocal com o professor de música Suzano Cabral e corporal com a especialista em performance Gisele de Jesus, além da produção da peça por Alexandre Cardin,Marco Rocha, Maria Rita Pancada, Sandro Chaim, Guilherme Gama e pelo próprio Paulo Vilhena. A estreia ocorreu em 31 de agosto de 2000 no Teatro Municipal José de Castro Mendes, em Campinas, ficando em cartaz até o início de 2001.

### Remontagem de 2016
Em abril de 2016 o diretor Marcello Caridade começou a buscar um novo elenco para reestrear o musical sob a direção musical de Victor Salzeda e coreografias de Luiz Menezes, selecionando atores entre 18 e 25 anos, tendo o elenco escolhido formado por Diego Cruz, Bianca Oliveira, Raquel Penner, Carol Mesquita, Matheus Lana, Marcelo Mattos, Fernanda Guerreiro, Lucas Terra, Luiza Boldrini e Erick Cola. Sob a produção da Terceiro Sinal Produções, a peça estreou em outubro no Teatro Popular Oscar Niemeyer, no Rio de Janeiro.

## Elenco
| Personagem    | Original (2000)    | Remontagem (2016)      |
| ------------- | ------------------ | ---------------------- |
| Betão         | Paulo Vilhena      | Diego Cruz             |
| Didi          | Karina Dohme       | Bianca Oliveira        |
| Odete         | Bruna Thedy        | Fernanda Guerreiro     |
| Zilda         | Fernanda Paes Leme | Raquel Penner Pimentel |
| Suvako        | Douglas Aguillar   | Marcelo Mattos         |
| Hélio Presley | Wagner Santisteban | Matheus Lana           |
| Glorinha      | Marie Lanna        | Carol Mesquita         |
| Adalberto     | José Trassi        | Lucas Terra            |
| Catarina      | Camila dos Anjos   | Luiza Boldrini         |
| Rômulo        | Flávio Trivela     | Erick Cola             |

## Equipe técnica
Lista da equipe técnica da montagem original.
- Marcello Caridade: direção, cenografia
- Marcelo Lino: roteiro
- Marcelo Leno: colaboração de roteiro
- Marco Rodrigo: direção musical, músicas
- Sergio Carrer: músicas
- Felipe D'Ippolito: músicas
- Léo Gil: músicas
- Alexandre Castilho: arranjos
- Vivien Fortes: cenografia
- Alexandre Cardin: cenografia, produção
- César Dante: figurinos
- Djalma Amaral: iluminação
- Amaury Simões: direção de fotografia
- Paulo Vilhena: produção executiva
- Marco Rocha: produção administrativa
- Maria Rita Pancada: produção de arte
- Sandro Chaim: produção da turnê
- Guilherme Gama: assistente de produção, contraregra
- Sabrina Lutfi: assistente de figurino
- Valdecir dos Santos: cenotécnico
- Neuza Piccolo: figurino
- Mauro Corizola: figurino
- Fernando Montagna: luz e som